# Kautokeino (localitate)
Kautokeino este o localitate din comuna Kautokeino, provincia Finnmark, Norvegia, cu o suprafață de 1,7 km² și o populație de 1.386 locuitori (2013).